# Kelly Moraes
Neiva Teresinha Marques, mais conhecida como Kelly Moraes (São Leopoldo, 19 de janeiro de 1963), é uma política brasileira filiada ao Partido Liberal (PL).

## Biografia
Na década de 1980, Kelly Moraes trabalhou em uma boate de propriedade de Sérgio Moraes, com quem se casou e teve cinco filhos, incluindo o deputado estadual Marcelo Moraes.

## Carreira política

### Início na política e atuação municipal
Em 1990, filiou-se ao Partido Trabalhista Brasileiro (PTB). Entre 1995 e 1997, e novamente de 1999 a 2000, presidiu a Associação Feminina de Apoio à Vida (AFAVI). Durante o mandato de Sérgio Moraes como prefeito de Santa Cruz do Sul, Kelly Moraes exerceu os cargos de Secretária da Saúde (interina) e de Desenvolvimento Social no município.

### Deputada federal
Nas eleições de outubro de 2002, Kelly Moraes foi eleita deputada federal pelo PTB, obtendo 61 mil votos. Na Câmara dos Deputados, integrou as comissões de Educação e Cultura, de Seguridade Social e Família, e a de Meio Ambiente e Desenvolvimento Sustentável.

### Prefeita de Santa Cruz do Sul
Em outubro de 2008, elegeu-se prefeita de Santa Cruz do Sul com 37,3 mil votos, assumindo o cargo em janeiro de 2009. Concorreu à reeleição em 2012, mas foi derrotada por Telmo Kirst, que obteve 51,9% dos votos contra 45,3% de Kelly Moraes.

### Retorno à política legislativa
Em 2014, concorreu ao cargo de deputada estadual, mas seus 18,7 mil votos a colocaram na posição de suplente. Em 2016, elegeu-se vereadora de Santa Cruz do Sul com 2,3 mil votos, sendo a candidata mais votada naquela eleição.
Nas eleições de 2018, foi eleita deputada estadual pelo Rio Grande do Sul e reeleita em 2022.